# 西岩國站

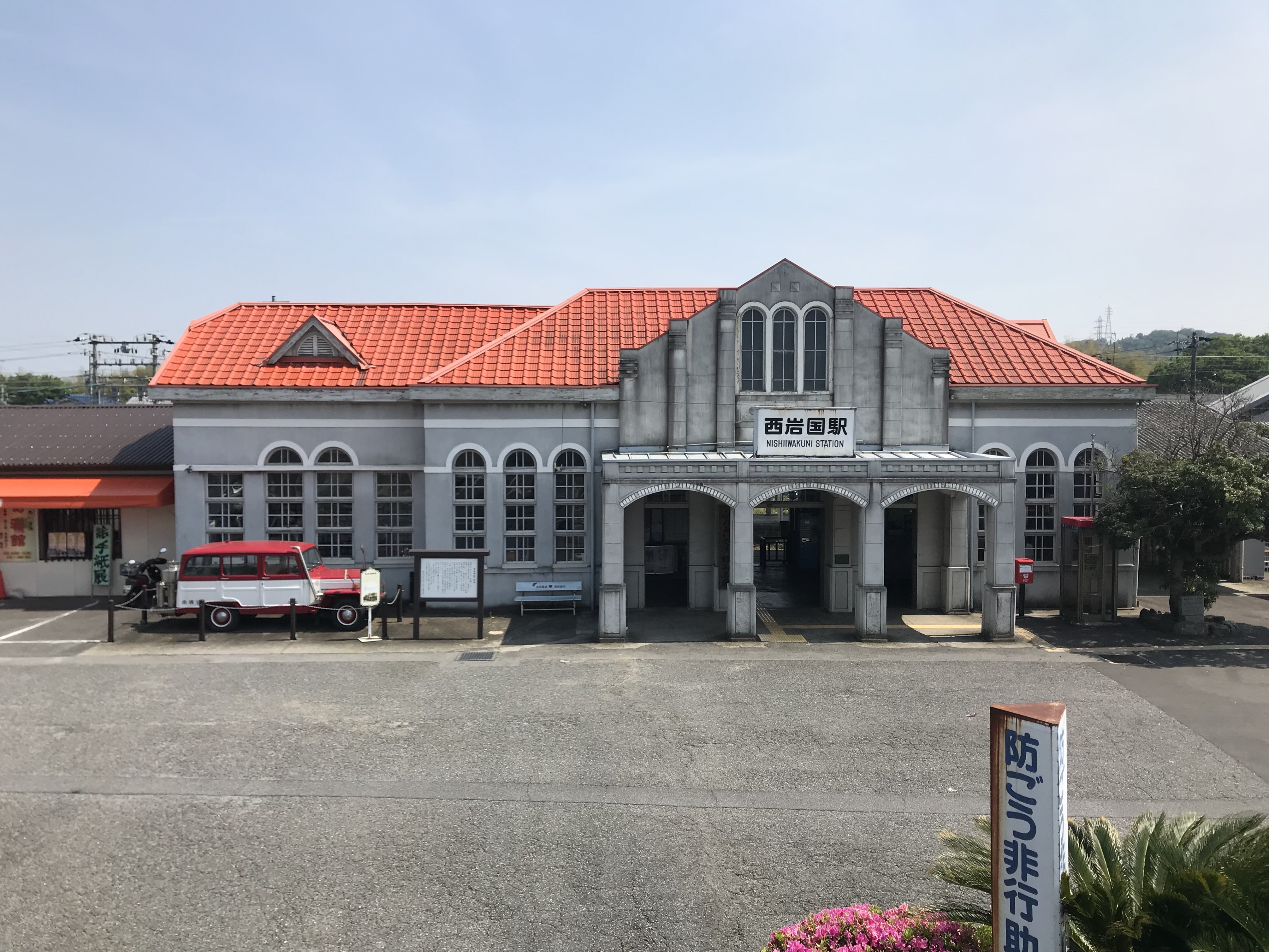
從另一角度望向車站

西岩國站（日语：／ Nishi-Iwakuni eki */?）是位於山口縣岩國市錦見六丁目15番3號，西日本旅客鐵道（JR西日本）的岩德線車站。
錦川鐵道錦川清流線從川西站直通至岩國站。該線列車駛入岩國站至川西站區間時，會使用JR的車費系統。

## 歷史
- 1929年（昭和4年）4月5日 - 岩德線麻里布站至此站之間開業，此站啟用。當時車站名為岩國站[1]（麻里布站即現時的岩國站）。車站職員數目：10名（包括站長）
  - 為了紀念啟用，舉行了相撲大會等活動。
- 1932年（昭和7年）5月29日 - 岩德線改名為岩德東線。
- 1934年（昭和9年）9月6日 - 省營自動車（日语：国鉄バス）岩日線（日语：岩益線）（出會橋至日原之間）開通，連接麻里布至岩國至日原之間[2]。
- 1934年（昭和9年）12月1日 - 麻里布站（現時為岩國站）至周防高森站至櫛濱站之間全線開通，岩德東線變成山陽本線區間。
- 1942年（昭和17年）4月1日 - 車站改名為西岩國站（同時麻里布站改名為岩國站）。
- 1944年（昭和19年）10月11日 - 山陽本線岩國站至周防高森站至櫛浜站之間變回岩德線。
- 1961年（昭和36年）6月6日 - 結束貨物起卸業務。
- 1979年（昭和54年）4月5日 - 車站啟用50周年紀念。
  - 在為紀念50周年，舉行了植樹活動。
  - 車站大樓進行翻新工程，以確保永久保存大樓[3]。（在候車室加設照明燈，在閘口加設柵欄）
  - 當時的車站職員數目：站長以下設有12名
- 1987年（昭和62年）4月1日 - 伴隨國鐵分割民營化，車站由西日本旅客鐵道（JR西日本）營運。
- 1992年（平成4年）12月1日 - 成為無人車站[4]。
- 2004年（平成16年）7月1日 - 成為簡易委託車站。

## 車站構造
車站是一座地面車站，設有1面1線的單式月台和1面1線的島式月台。從前此站設有2面3線的相對式、島式月台。現時島式月台的2號月台已經廢止。車站大樓位於單式上行月台側，兩月台之間設有跨線橋連接。

### 月台
| 月台              | 路線                 | 上下行 | 方向           |
| ----------------- | -------------------- | ------ | -------------- |
| 1（車站大樓側）   | ■岩德線、■錦川清流線 | 上行   | 岩國方向       |
| 3（車站大樓對面） | ■岩德線              | 下行   | 玖珂、德山方向 |
| 3（車站大樓對面） | ■錦川清流線          | -      | 錦町方向       |

從前在月台上設有月台編號，在2009年8月不再使用，在車站時間表上沒有記載月台編號。
車站大樓的拱形部分仿照了錦帶橋。
此站設有JR線近距離專用的自動售票機。不可購買錦川清流線的車票，需要在列車內進行補票。車站售票櫃臺委托了NPO法人的事務所負責，為一座簡易委託車站。
在1號月台中，曾經設有團體客專用的檢票口，該處還剩下了木製的柵欄。現時，該處變成為的士專用停車場和邊界柵，不可作出入口之用。
在車站大樓內，設有由車站事務室改裝而成的展示室。在展示室以外，倉庫等也經過改裝，展示了蔬菜、加工品、手工藝品，也設有商店旬彩館。在野外廣場設有朝市會場土曜朝市。以上設置均由NPO法人營運。
廁所位於車站大樓入口外面。

## 車站周邊
- 錦帶橋
- 岩國刑務所（日语：岩国刑務所）
- 的士站 - 在車站外設有等候乘客用的的士停車場。

## 巴士路線
- 岩國巴士（前岩國市交通局（日语：岩国市交通局））
路線編號（日语：岩国市交通局#一般路線）：[13]（市介號）、[23]（六呂師方向）、[51]/[55]（牛野谷方向循環線）均停靠站前。
在車站以東步行3分鐘便可到達東錦見巴士站，該處較多巴士班次[5]。
- 岩國市營美和巴士（日语：岩国市営美和バス）松尾線
繼承前JR（國鐵）巴士岩國營業所的路線。乘車處位於車站80米處（在車站西北方，連接國道2號的連接道路上），巴士站名為西岩國。
- Kururin（日语：岩国市交通局#コミュニティバス）
前往岩國站方向和前往南岩國站方向。
截至2017年9月，路線已經取消。

## 使用狀況
根據「山口縣統計年鑑」，以下為使用人次。
| 乘車人次變化 | 乘車人次變化 |
| 年度         | 1日平均人次  |
| ------------ | ------------ |
| 1999         | 665          |
| 2000         | 608          |
| 2001         | 569          |
| 2002         | 528          |
| 2003         | 494          |
| 2004         | 495          |
| 2005         | 518          |
| 2006         | 464          |
| 2007         | 406          |
| 2008         | 387          |
| 2009         | 380          |
| 2010         | 363          |
| 2011         | 350          |
| 2012         | 367          |
| 2013         | 373          |
| 2014         | 357          |
| 2015         | 363          |
| 2016         | 347          |
| 2017         | 353          |
| 2018         | 348          |

## 相鄰車站
西日本旅客鐵道（JR西日本）
■岩德線（包含錦川鐵道錦川清流線列車）
岩國－西岩國－川西

## 注腳
1. ↑  西岩国駅長　竹中. . （国鉄）西岩国駅. 1980年6月 （日语）.
2. ↑  「鉄道省告示第407号」『官報』1934年8月30日（國立國會圖書館數碼化收藏）
3. ↑  交建設計・駅研グループ.  改訂初版. 成山堂書店. 1996: 132. ISBN 4-425-76032-8 （日语）.
4. 1 2  . 交通新聞 (交通新聞社). 1993-12-13: 2 （日语）.
5. ↑  岩国市公共交通マップ情報面[]（日語） 2020年9月17日參閲。

## 外部連結
- 西岩國｜車站資訊：JR出門網 - 西日本旅客鐵道（日語）
- 錦川清流線各站介紹・西岩國站 （页面存档备份，存于）（日語）（錦川鐵道）